# Highland (thị trấn), Wisconsin
Highland là một thị trấn thuộc quận Iowa, tiểu bang Wisconsin, Hoa Kỳ. Năm 2010, dân số của thị trấn này là 735 người.